# 阿爾卡納德雷河
41°37′03″N 0°12′20″E / 41.617367°N 0.205436°E

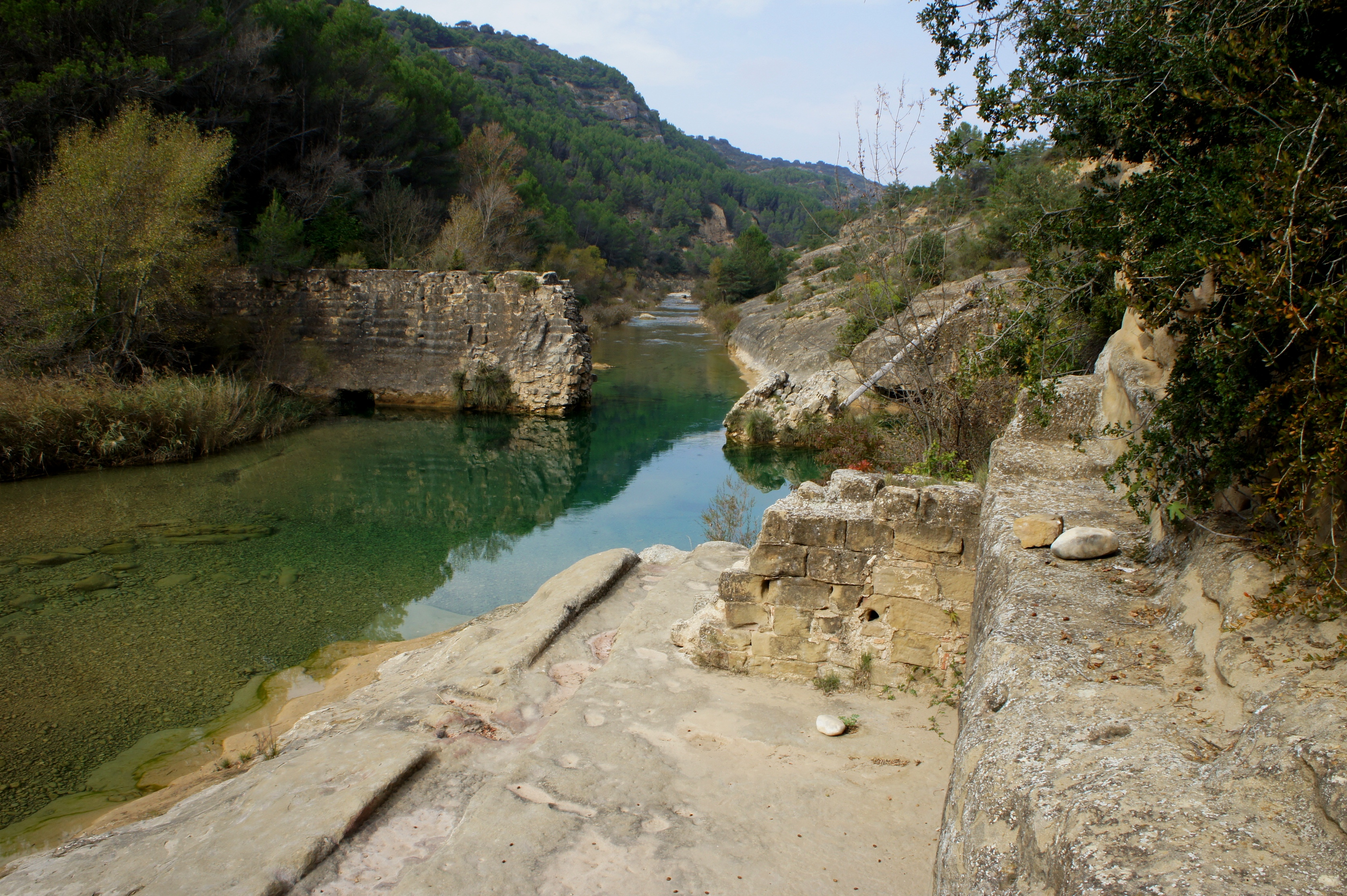
阿爾卡納德雷河

阿爾卡納德雷河（西班牙語：Río Alcanadre）是西班牙的河流，位於該國北部，屬於辛卡河的一部分，流經韋斯卡省，河道全長147公里，河口處在巴略瓦爾附近。